# تشارلز كرو
تشارلز كرو هو لاعب رماية كندي، ولد في 12 أكتوبر 1867 في جيلف في كندا، وتوفي بنفس المكان في 3 سبتمبر 1953.

## وصلات خارجية
- تشارلز كرو على موقع الاتحاد الدولي (الإنجليزية)
- تشارلز كرو على موقع اللجنة الأولمبية الدولية (الإنجليزية)
- تشارلز كرو على موقع أوليمبيديا (الإنجليزية)
- تشارلز كرو على موقع اللجنة الأولمبية الكندية (الإنجليزية)